# Келвін Юстус
Келвін Юстус (англ. Calvyn Justus, 14 грудня 1995) — південноафриканський плавець. Учасник літніх Олімпійських ігор 2016, де в естафеті 4x200 метрів вільним стилем його збірна посіла 11-те місце і не вийшла до фіналу. На Іграх Співдружності 2018 року в естафеті 4x100 метрів комплексом разом із своїми товаришами по збірній Чадом ле Клосом, Камероном ван дер Бургом і Бредом Тенді посів 3-тє місце.